# Dypsis forficifolia
Dypsis forficifolia là loài thực vật có hoa thuộc họ Arecaceae. Loài này được Noronha ex Mart. mô tả khoa học đầu tiên năm 1838.